# Бушман
Бушман — дворянский род.
Потомство Герарда Бушмана. Он первоначально находился в Ольденбургской службе, а в 1808 году вступил в Российскую и происходя чинами, в 1818 году награждён чином Статского Советника и 11.7.1821 года пожалован в дворянское достоинство дипломом, копия с которого хранится в Герольдии.

## Описание герба
В щите имеющем голубое пространное поле, находится серебром означенный человек с бородою и с согнутыми к бокам руками, стоящий на земле, препоясанный листвием и в правой рука держит дубину, подъятую на плечо. В нижнем малом серебряном поле три чёрных пчелы.
Щит увенчан дворянскими шлемом и короной, на поверхности которой между двух чёрных орлиных крыльев, виден выходящий человек с дубиной. Намёт на щите голубой и чёрный, подложенный серебром.